# Йоншьопинг (община)
Община Йоншьопинг (на шведски: Jönköpings kommun) е разположена в лен Йоншьопинг, южна Швеция с обща площ 1935 km2 и население 130 798 души (към 31 декември 2013). Административен център на община Йоншьопинг е едноименния град Йоншьопинг.